# HD 225009
HD 225009，又名BD+65 1987，SAO 10937、HR 9094，是一颗恒星，视星等为5.86，位于銀經118.01，銀緯3.7，其B1900.0坐标为赤經23h 57m 28.5s，赤緯+65° 3.7′ 32″。